# Alón (España)
Alón (llamada oficialmente Santa María de Alón) es una parroquia española del municipio de Santa Comba, en la provincia de La Coruña, Galicia.

## Entidades de población
Entidades de población que forman parte de la parroquia:
- A Cruzana
- Albarín
- Alón de Abaixo
- Alón de Arriba
- Esmorode
- O Cataduiro
- O Couto

## Demografía
| Gráfica de evolución demográfica de Alón entre 2000 y 2019 |
|                                                            |
| Datos según el nomenclátor publicado por el INE.           |